# Departamento General Lamadrid
Das Departamento General Lamadrid liegt im Nordwesten der Provinz La Rioja im Nordwesten Argentiniens und ist eine von 18 Verwaltungseinheiten der Provinz. 
Es grenzt im Norden an das Departamento Vinchina, im Osten an das Departamento Chilecito, im Süden an das Departamento Coronel Felipe Varela und im Westen an die Provinz San Juan und Chile. 
Die Hauptstadt des Departamento General Lamadrid ist Villa Castelli.

## Bevölkerung
Nach Berechnungen des INDEC stieg die Einwohnerzahl von 1.117 Einwohnern (2001) auf 1.880 Einwohner im Jahre 2005.

## Städte und Gemeinden
Das Departamento General Lamadrid ist in folgende Gemeinden aufgeteilt:
- El Condado
- Rivadavia
- Villa Castelli